# Cristal Art
La Cristal Art è stata un'azienda torinese attiva nel settore dell'arredamento e in particolare dei complementi d'arredo. Fondata da Giuseppe e Giovanni Donna nel 1944, ebbe come direttore artistico il designer Giuseppe Raimondi. Il settore di punta dell'azienda era la produzione di specchi e mobili in cristallo.
Caratteristica peculiare dell'azienda era il decoro con specchiatura in oro e il brevetto per l'esecuzione di specchi sfumati dal trasparente allo specchiante che permise ai designer che collaborarono con la ditta di inventare prodotti esclusivi.
Presente alle principali esposizioni del settore a partire dal 1949 (salone del mobile, fiera campionaria di Milano, Salone di Parigi e Lione) divenne ben presto tra le più affermate ditte produttrici di accessori per la casa in cristallo insieme a Fontana Arte di Milano (tuttora esistente) e le scomparse Sant'Ambrogio & De Berti di Lissone, Brusotti di Milano.
L'azienda chiuse nel 1996